# Amt Seenlandschaft Waren
Het Amt Seenlandschaft Waren is een samenwerkingsverband van 13 gemeenten en ligt in het district Mecklenburgische Seenplatte in de Duitse deelstaat Mecklenburg-Voor-Pommeren. Het Amt telt 9.464 inwoners. Het bestuurscentrum bevindt zich in de stad Waren (Müritz) die zelf niet tot het Amt behoort maar er wel door wordt omsloten.

## Geschiedenis
Het Amt Seenlandschaft Waren is op 1 januari 2005 ontstaan door de samenvoeging van de toenmalige Ämter Waren-Land en Moltzow.

## Gemeenten
Het Amt bestaat uit de volgende gemeenten:
- Schloen-Dratow met Groß Dratow, Klein Dratow, Klockow, Neu Schloen, Oberschloen, Schloen, Schloener Kolonie en Schwastorf
- Grabowhöfe met Baumgarten, Louisenfeld, Panschenhagen, Sommerstorf, Sophienhof en Vielist
- Groß Plasten met Deven en Klein Plasten
- Hohen Wangelin met Cramon, Liepen en Malkwitz
- Jabel met Neu Gaarz, Alt Gaarz, Damerow en Loppin
- Kargow met Damerow, Federow, Godow, Speck, Rehof en Schwarzenhof
- Klink met Eldenburg-Süd, Grabenitz en Sembzin
- Klocksin met Blücherhof, Lütgendorf, Neuhof en Sapshagen
- Moltzow met Schwinkendorf, Marxhagen en Rambow
- Peenehagen met Hinrichshagen, Forsthof, Levenstorf, Alt Schönau, Johannshof, Lansen, Neu Schönau, Schwarzenhof, Groß Gievitz, Carlsruh, Klein Gievitz, Minenhof en Sorgenlos
- Torgelow am See met Meierei en Schmachthagen
- Varchentin met Beckenkrug en Carolinenhof
- Vollrathsruhe met Groß Rehberg, Hallalit, Kirch Grubenhagen, Klein Luckow, Klein Rehberg en Schloß Grubenhagen